# Селезньов Геннадій Миколайович
Геннадій Миколайович Селезньов (6 листопада 1947, місто Сєров, Свердловська область, РРФСР, СРСР — 19 липня 2015, Москва) — радянський і російський політичний і державний діяч, голова Держдуми РФ другого і третього скликань (1996—2003). Член ЦК КПРС з липня 1990 по серпень 1991 року. Член ради з Громадського телебачення в Росії. Голова ради директорів Мособлбанку. Голова Міжнародного телекінофоруму «Разом».

## Біографія
Г. Н. Селезньов народився 6 листопада 1947 в Сєрові Свердловської області. У 1963 році закінчив професійно-технічне училище. З 1964 по 1966 рік працював токарем на підприємстві № 730 в Ленінграді. З 1966 по 1968 рік служив в Радянській армії.
З 1968 по 1970 рік працював секретарем комітету комсомолу ПТУ № 10 міста Ленінграда. Член КПРС з 1970 року.
У 1970—1974 роках — інструктор, завідувач відділу Виборзького районного комітету ВЛКСМ, заступник завідувача відділу Ленінградського обласного комітету ВЛКСМ.
У 1974 році закінчив факультет журналістики Ленінградського державного університету імені А. А. Жданова. У 1974—1975 роках — заступник редактора, в 1975—1980 роках — редактор Ленінградської обласної газети ВЛКСМ «Зміна».
1980 року — перший заступник завідувача відділу пропаганди і агітації ЦК ВЛКСМ, член бюро ЦК ВЛКСМ, місто Москва. У 1980—1988 роках — головний редактор газети «Комсомольська правда», з грудня 1988 по лютий 1991 року — головний редактор «Учительської газети».
З лютого по серпень 1991 року — перший заступник головного редактора газети «Правда», а після серпневих подій 1991 року — головний редактор «Правди».
У серпні 1991 року зайняв пост віцепрезидента АТ «Правда Інтернешнл».
З 1992 року — член КПРФ.
13 жовтня 1993 наказом Голови Комітету з друку РФ В. Ф. Шумейко був знятий з посади головного редактора газети «Правда», однак і після відставки зберіг за собою пост віцепрезидента АТ «Правда Інтернешнл», члена редакційної колегії та політичного оглядача «Правди».
У грудні 1993 року був обраний за загальнофедеральних списком КПРФ (№ 9) депутатом Державної думи першого скликання, входив у фракцію КПРФ і в період з січня 1993 року по січень 1995 обіймав посаду заступника голови Комітету Державної думи з інформаційної політики та зв'язку.
25 січня 1995 був обраний заступником Голови Державної Думи РФ замість В. А. Ковальова, який став міністром юстиції. На своїй посаді курував взаємодію Державної Думи РФ із засобами масової інформації. Одночасно був віце-президентом Парламентської асамблеї Чорноморського Економічного Співробітництва.
У січні 1995 року був обраний членом ЦК КПРФ, а потім на пленумі ЦК — членом Президії ЦК і секретарем ЦК КПРФ, головою Комісії ЦК з інформаційної політики (відкликаний з цієї посади в 1996 після обрання Головою Державної Думи РФ).
Від березня 1995 по січень 1996 — головний редактор на громадських засадах друкованого органу КПРФ газети «Правда Росії».
У 1995 році був обраний членом Центральної ради Всеросійського суспільно-політичного руху «Духовна спадщина».
17 грудня 1995 обраний депутатом Державної думи другого скликання по Далекосхідному регіональному списку КПРФ. З 17 січня 1996 року — Голова (спікер) Державної Думи другого скликання. Входив до складу фракції КПРФ. Співголова Міжпарламентської групи РФ, член Ради Міжпарламентської асамблеї (МПА) держав-країн учасниць СНД, співголова російської депутації в МПА, член Вищої ради, голова Парламентських зборів Союзу Росії і Білорусі, заступник голови Парламентської асамблеї ОБСЄ.
У квітні 1997 року обраний до нового складу ЦК і президії ЦК КПРФ.
З квітня 1999 року — член Ради безпеки РФ.
У грудні 1999 року Селезньов балотувався на пост губернатора Московської області: вигравши перший тур (27,5 % голосів) у другому зазнав з незначним відривом поразку від Б. В. Громова (46,39 % проти 48,09 %).
19 грудня 1999 знову обраний депутатом Державної думи третього скликання за списком КПРФ, увійшов до складу фракції КПРФ і 19 січня 2000 обраний Головою Державної Думи третього скликання.
У липні 2000 року заснував і очолив Загальноросійський ліво-демократичний громадський рух «Росія».
25 травня 2002 на позачерговому пленумі ЦК КПРФ був виключений з партії за відмову підкоритися партійній дисципліні і виконати її вимогу про складання повноважень голови Державної Думи, висунута керівництвом КПРФ після перегляду в квітні 2002 р. пакетної угоди між фракціями про розподіл керівних постів, в силу якого фракція КПРФ і аграрна група позбулися посад голів у більшості з раніше очолюваних ними комітетів.
29 жовтня 2002 заснував власну Партію відродження Росії, в якій став головою.
Наприкінці 2003 року, з припиненням повноважень третього скликання Думи, Селезньов залишив посаду спікера і не балотувався на неї знову, хоча 7 грудня 2003 був обраний і в четверте скликання палати по Північному одномандатному округу № 209 в Санкт-Петербурзі, перемігши І. М . Хакамаду. Став членом Комітету з промисловості, будівництва і наукомістких технологій.
У лютому 2005 Селезньов заявив, що братиме участь у Президентських виборах в Росії 2008; експерти його шанси серйозно не розцінювали. Селезньов не взяв участі в президентській кампанії.
У січні 2007 року Партія відродження Росії, об'єднавшись з «Російським союзом воїнів-інтернаціоналістів», була перейменована в «Патріотичні сили. За Батьківщину». Як підкреслили в РСВА, перейменування партії стало головною умовою спонсорів союзу «афганців». Заодно на з'їзді партії було прийнято рішення про введення інституту співголів партії, якими тут же були обрані лідер Партії відродження Росії Геннадій Селезньов і перший заступник голови РСВА Володимир Костюченко.
У вересні 2007 року Геннадій Селезньов, Геннадій Семегін, Дмитро Рогозін та Андрій Савельєв підписали угоду про створення виборчої коаліції «Батьківщина — Патріоти Росії». Тоді ж Селезньов оголосив про свій вихід з ПВР і про намір знову очолити рух «Росія». Партію очолив Георгій Пряхін. На з'їзді «Патріотів Росії» 24 вересня Селезньов був включений в першу трійку списку партії «Патріоти Росії» на виборах до Держдуми РФ 2 грудня 2007.
В кінці 2007 р. Селезньов висунутий до Держдуми п'ятого скликання від партії «Патріоти Росії», проте на виборах ця партія отримала підтримку менше одного відсотка виборців, і не змогла провести до парламенту жодного свого представника. У той же час через включення в список «Патріотів Росії» від членства у власній партії йому довелося відмовитися.
10 червня 2009 обраний головою ради директорів Мособлбанку. З цього часу відійшов від політичної діяльності.
20 жовтня 2011 піддав критиці реформу залізничної галузі і висунув нові пропозиції щодо подолання хронічної збитковості приміських залізничних перевезень.
20 лютого 2012 брав участь у зустрічі лідерів незареєстрованих партій з Президентом РФ Д.Медведєвим і висунув нові ідеї в сфері партбудівництва.
Автор книг «Вся влада — Закону. Законодавство і традиції зазначеному права в Росії» (М., 1997), «Закон, влада, політика. Державний і місцевий рівні» (М., 1998), численних публікацій.
Голова Міжнародного телекінофоруму «Разом».
З 18 липня 2012 указом Президента РФ В. Путіна затверджений членом ради з Громадського телебачення в Росії.

## Сім'я
Батько — Селезньов Микола Степанович, мати — Фокіна (Свободіна) Віра Іванівна. Дружина — Селезньова (Маслова) Ірина Борисівна.
Є єдина дочка Тетяна, дві внучки — Єлизавета і Катерина.

## Нагороди та звання
Академік, член Президії Міжнародної Академії Суспільних Наук, доцент Московського інституту молоді, Почесний професор факультету журналістики Санкт-Петербурзького державного університету, член Міжнародної академії інформатизації, дійсний член Міжнародної Академії Суспільних Наук.
Має нагороди:
- орден Дружби народів
- орден «За заслуги перед Вітчизною» II ступеня
- орден «Співдружність» (2001), Рада Міжпарламентської Асамблеї держав-учасників СНД
- орден Франциска Скорини (Білорусь, 2001)
- премія «Людина року» і нагороди «Срібний хрест» Російського біографічного інституту
- золотий почесний знак «Суспільне визнання»
- міжнародна премія «Голуб миру», започаткована Міжнародним громадським фондом «Світ без війн» (Москва)
- полковник запасу